# 曹瑋

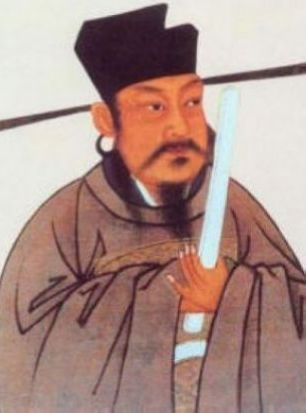
清宫殿藏本曹瑋画像

曹瑋（973年—1030年），字寶臣，北宋名將，曹彬次子。生於太祖開寶六年，卒於仁宗天聖八年，年五十八，諡武穆。沉勇有謀，好讀書，通《春秋》，尤善《左氏傳》。為將四十年，戰未嘗敗。

## 生平
初為天平武宁两军牙內都虞候，至道初为西頭供奉官（階官，三班使臣，從八品）、閣門祗候（職，從八品）。时李繼遷據河西為亂，太宗問大臣“誰可擋繼遷者”。曹彬以瑋應詔，時曹瑋為東頭供奉官，以本官知渭州事。真宗即位，改內殿崇班（階官，三班使臣，正八品）。馭軍嚴明有部分，賞罰立決，犯令者無所貸。善用間，周知虜動靜，舉措如老將。宋真宗曾在曹彬臨終前，詢問他對後事的安排，他認為長子曹璨與次子曹瑋皆可以擔任將領，但是曹瑋更勝於曹璨。咸平二年（999年）曹彬卒，請持喪，不允，拜閣門通事舍人（職，從七品），加渭州屯田制置使，遷西上閣門副使（階官，橫行副使，從七品），徙知鎮戎軍。李繼遷死，子李德明請命於朝。瑋言：「繼遷擅河南地二十年，兵不解甲，使中國有西顧之憂。今國危子弱，不即捕滅，後更強盛，不可制。願假臣精兵，出其不意，禽德明送闕下，複河西為郡縣，此其時也。」真宗方以恩致德明，不報。既而西延家、妙俄、熟魏數大族請拔帳自歸，諸將猶豫不敢應。瑋曰：「德明野心，不急折其翮，後必颺去。」即日，將其士薄大都山，受降者內徙，德明不敢拒。遷西上閣門使（階官，橫行正使，正六品），為環慶路駐泊兵馬都鈐轄，兼知邠州。封泰山，進東上閣門使（階官，橫行正使，正六品）。大中祥符三年（1010年），真宗以瑋習知河北事，乃以為真定府定州兵馬路都鈐轄，領高州刺史（遙郡刺史）。后為涇原路兵馬都鈐轄兼知渭州事，與秦翰破章埋族于武延川，分兵滅撥臧於平涼，於是隴山諸族皆來獻地。瑋築堡山外，為籠竿城，募士兵守之。曰：「異時秦、渭有警，此必爭之地也。」祀汾陰，進四方館使（階官，橫行正使，正六品）。逾年，上表還州事，願專督軍旅。帝不欲遽更守臣，以密詔敦諭之。改引進使（階官，橫行正使，正六品）、英州團練使（遙郡團練使），複知秦州，兼涇、原儀、渭、鎮戎緣邊安撫使。初，張佶知秦州，置四門砦，侵奪羌地，羌人多叛去，畏得罪不敢出。瑋招出之，令入馬贖罪，還故地，至者數千人，每送馬六十匹，給彩一端。築弓門、冶坊、床穰、靜戎、三陽、定西、伏羌、永寧、小洛門、威遠十砦，浚壕三百八十裏，皆役屬羌廂兵，工費不出民。伏羌首領廝雞波、李磨論私立文法，瑋潛兵滅其帳。其年，唃廝嵒率眾數萬大入寇，瑋迎戰三都穀，追奔三十裏，斬首千餘級，獲馬牛、雜畜、器仗三萬餘。遷客省使（階官，橫行正使，從五品）、康州防禦使（遙郡防禦使）。馬波叱臈立柵野吳穀，瑋選募神武軍二百人，斬柵，獲生口、孳畜甚眾。天禧三年（1019年），李德明寇柔遠砦，都巡檢楊承吉與戰不利。以瑋為華州觀察使（階官，正五品）、鄜延路駐泊馬步軍副都部署、環慶秦等州緣邊巡檢安撫使。委乞、骨咩、大門等族聞瑋至，歸附者甚眾。四年（1020年）正月，拜宣徽北院使、鎮國軍節度觀察留後（階官，正任節度觀察留後，正四品）、簽書樞密院事（差遣）。丁謂逐寇准，惡瑋不附己，指為准黨。除宣徽南院使、環慶路駐泊馬步軍都部署兼安撫使。乾興元年（1022年），落宣徽南院使，謫左衛大將軍（環衛官，正三品）、容州觀察使、知萊州事。瑋以宿將為謂所忌，即日上道，從弱卒十餘人，不以弓韔矢箙自隨。謂敗，複華州觀察使、知青州，徙天雄軍，天圣三年（1025年）進彰化軍節度觀察留後、知天雄軍，后知永興軍，拜昭武軍節度使（階官，從二品）。五年（1027年）以疾知孟州事，數月，為真定府、定州駐泊馬步軍都部署，七年（1029年），改彰武軍節度使。八年（1030年）正月，薨于位，年五十八。仁宗震悼，罷朝兩日，贈侍中，謚號武穆。
在與西夏政權的對抗中，以及西北邊防的整飭方面，成績卓越，是北宋前期的重要人物。

## 家庭

### 祖上
- 曾祖：曹业，累赠太师、尚书令兼中书令、追封荣国公
- 曾祖母：张氏，累封齐国韩国太夫人
- 祖：曹芸，累赠开府仪同三司、太师、尚书令、追封越国公
- 祖母：李氏，累封齐国韩国太夫人

### 父母
- 父：曹彬，追封济阳郡王、冀王、鲁王
- 母：高氏

### 兄弟
- 兄： 曹璨，字韜光，曹彬長子[2]，忠武军节度使、殿前司都指挥使、累赠太师
- 兄： 曹珝，昭宣使、恩州团练使
- 弟： 曹玹
- 弟： 曹玘
- 弟： 曹珣
- 弟： 曹琮，字寶章。

### 妻子孙
妻
- 潘氏，追封冯掖郡夫人
- 沈氏，吴兴郡夫人

子
- 曹僖，礼宾副使
- 曹倚，内殿崇班
- 曹偀，供备库副使，赠宁州刺史
- 曹倩，右侍禁

女
- 曹氏，适四方馆使、荣州刺史王德基

孙
- 曹谅
- 曹讽，东头供奉官
- 曹谊，右侍禁、閤門祗候
- 曹谞，三班奉职
- 曹谘，右班殿直